# Der Katzensteg
Der Katzensteg é um filme mudo alemão de 1927, do gênero drama, dirigido por Gerhard Lamprecht., baseado no romance Der Katzensteg, de Hermann Sudermann.